# Psoralea scaposa
Psoralea scaposa är en ärtväxtart som först beskrevs av Asa Gray, och fick sitt nu gällande namn av James Francis Macbride. Psoralea scaposa ingår i släktet Psoralea och familjen ärtväxter.

## Underarter
Arten delas in i följande underarter:
- P. s. breviscapa
- P. s. scaposa